# サキシマヒラタクワガタ
サキシマヒラタクワガタ（先島平鍬形、Dorcus (Serrognathus) titanus sakishimanus）はクワガタムシ科・ヒラタクワガタの亜種。八重山列島に分布し、日本に生息するヒラタクワガタの亜種としてはもっとも大型になるものの一つ。
21世紀以降、本来は生息するはずのない本州でも確認されており、遺伝子汚染や生態系への影響など、放虫による問題が深刻化している。

## 形態
体長は♂50mm - 84.2mm、♀25mm - 30mm。
日本のヒラタクワガタとしては非常に大型になり、飼育下では84.2mmの個体が出ている。体幅が太く、体格面でも日本のクワガタムシでは最大級となる。
大アゴは太く、第1内歯は大アゴの中間辺りにある。大アゴの先端と第1内歯の間には小型の内歯が複数並び、弱いノコギリ状となる。小型個体では内歯は発達しない。先端歯は あまり発達しない。
頭楯がやや幅広い。
後足の脛の側面のトゲが発達する。
原記載
Dorcus (Serrognathus) titanus sakishimanus Nomura, 1964. Toho-Gakuho No.14: p.62-63, pl. I, figs. 1-3..
- ホロタイプの写真 （国立科学博物館　登録番号NSZ-LC002： 石垣島産・オス）

## 分布
石垣島・竹富島・小浜島・黒島・新城島・西表島・鳩間島・与那国島
先島諸島の中でも特に八重山列島と呼ばれる地域に生息する。
生息する島によって形態に若干の差異が見られるとされる。

## 生態
広葉樹の森林に生息し、生息地では個体数が多く、成虫は、夜行性であり、活動期のピークは4月から11月で、樹液や灯火に多くの個体が見られる他、冬季でも少数の個体が活動する。
幼虫は、広葉樹の立枯れの地中部分や倒木などの朽木の中で生活し、その朽木を食べて育つ。

## 飼育
飼育は容易。繁殖力が強く、成長も比較的早い。幼虫はマット飼育・菌糸ビン飼育のどちらにも適応し、またオオクワガタなどと違い、マット飼育でも大型の個体が羽化する。
個体数が多く繁殖力も強いため、採集、購入ともに容易であり、ヒラタクワガタの入門種として勧められる。また市場に出回っているほとんどが石垣島産で西表島産はあまり出回らない。